# Mimolaia pichincha
Mimolaia pichincha là một loài bọ cánh cứng trong họ Cerambycidae.